# Iris Martin-Gehl

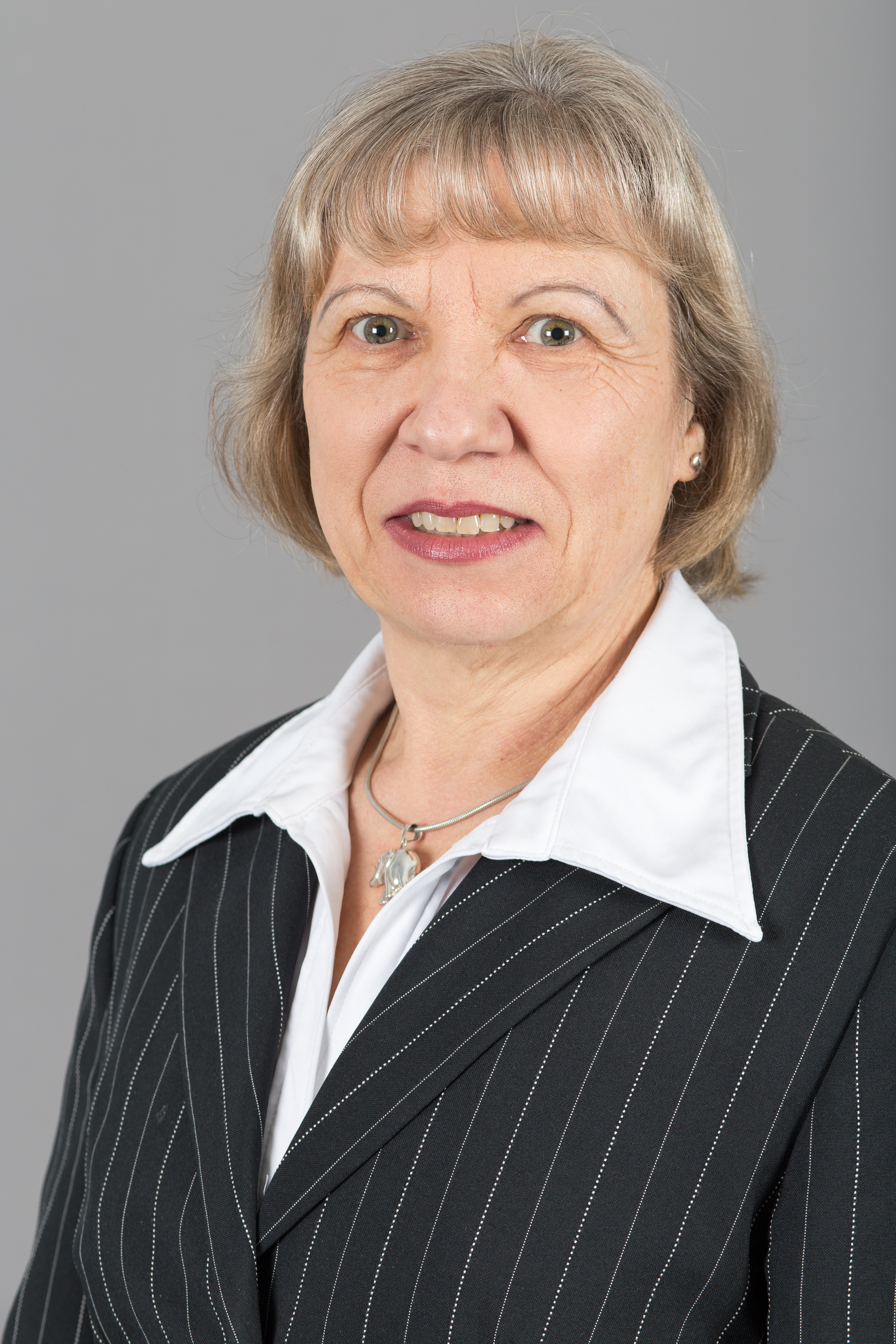
Iris Martin-Gehl 2016

Iris Martin-Gehl (* 2. Dezember 1956 in Weimar als Iris Martin) ist eine deutsche Juristin, Rechtsanwältin und Politikerin (parteilos). Von 2000 bis 2015 war sie Mitglied des Thüringer Verfassungsgerichtshofes. Von 2015 bis 2019 und von 2020 bis 2024 war sie für die Fraktion Die Linke Mitglied des Thüringer Landtags.

## Ausbildung und Beruf
Iris Martin-Gehl legte 1975 das Abitur an der Erweiterten Oberschule in Ruhla ab. Von 1976 bis 1980 studierte sie Rechtswissenschaften an der Karl-Marx-Universität Leipzig, war dort anschließend drei Jahre als wissenschaftliche Assistentin beschäftigt und wurde 1983 promoviert. Von 1984 bis 1986 war sie Richterin am Kreisgericht Leipzig-Mitte. Von 1986 bis 1991 kehrte sie als wissenschaftliche Mitarbeiterin an die Leipziger Universität zurück. Seit 1991 wirkt sie als Rechtsanwältin, seit 2004 auch als Mediatorin in Weimar. Daneben war sie von 2000 bis 2015 Mitglied des Thüringer Verfassungsgerichtshofes. Von 2012 bis 2014 hatte sie eine Vertretungsprofessur an der HTWK Leipzig inne.

## Politischer Werdegang
Bei der Landtagswahl in Thüringen 2014 kandidierte sie auf Platz 27 der Landesliste der Partei Die Linke. Nachdem Ministerpräsident Bodo Ramelow im Sinne einer Trennung von Amt und Mandat sein Landtagsmandat niederlegte, zog sie zum 1. April 2015 als Nachrückerin in den Landtag ein. Bei der Landtagswahl in Thüringen 2019 verlor sie ihr Mandat, rückte aber am 14. Juli 2020 für Heike Werner erneut in den Landtag nach. Sie ist Sprecherin ihrer Fraktion für Justizpolitik. Bei der Landtagswahl 2024 kandidierte sie nicht erneut.

## Ämter und Mitgliedschaften
- Mitglied der Mediationsstelle der Partei Die Linke Thüringen
- Mitglied im Deutschen Anwaltverein, dort auch in der AG Mediation
- Mitglied im Thüringer Arbeitskreis Mediation e.V.

## Privates
Iris Martin-Gehl ist verwitwet und hat ein Kind.